# Louis Badat
Louis Badat, né à Nice (alors comté de Nice des États de Savoie) et mort le 19 juin 1445, est un prélat du XVe siècle. 

## Biographie
Louis, ou Ludovic, Badat est issu d'une ancienne famille noble de Nice,.
Moine bénédictin, il est élu abbé de Saint-Pons, avant octobre 1422. Au moins de novembre de cette même année, il permet l'installation de la confrérie de la Miséricorde dans l'église prieuriale de Sainte-Réparate, relevant de l'abbaye Saint-Pons,. 
Il est nommé, par bulle du 10 mars 1428, évêque de Nice,, sous le nom de Louis II. Il semble avoir conservé l'abbatiat, selon un acte du mois d'avril, de la même année.
Il assiste comme évêque aux conciles de Florence et de Bâle.
Lousi Badat semble mourir le 19 juin 1445. Toutefois, la liste épiscopal fait terminer sa charge en 1444.